# 赤手児
赤手児（あかてこ）は、陸奥国八戸町（現・青森県八戸市）に伝わる妖怪。
ある小学校の前にある古いサイカチの木から、その名の通り赤い子供のような手だけを出している妖怪である。
この木の根元には17,18歳程度の振袖姿の美女の姿が現れることがあり、その姿を目にすると熱病にかかってしまうと言われている。また木の根元には「若宮神社」という名の祠があるが、この祠や少女が赤手児に関連しているのかどうかは明らかになっていない。
妖怪研究家・佐藤清明の著書『現行全国妖怪事典』では「アガテコ」の名で記載されており、香川県や福島県で人の歩行を阻むという妖怪・赤足と対になるものとされている。赤足と同種の妖怪との説もある。